# Pug Manders
Clarence Edward „Pug“ Manders (* 5. Mai 1913 in Milbank, South Dakota; † 20. Januar 1985 in Des Moines, Iowa) war ein US-amerikanischer American-Football-Spieler. Er spielte als Fullback in der National Football League (NFL) bei den Brooklyn Dodgers und den Boston Yanks, sowie in der All-America Football Conference (AAFC) bei den New York Yankees und den Buffalo Bills.

## Spielerlaufbahn
Pug Manders studierte von 1936 bis 1938 an der Drake University. In der Footballmannschaft der "Drake Bulldogs" spielte er in der Defense als Linebacker und in der Offense als Fullback. Nach seinem Studium erhielt Manders von Shipwreck Kelly, dem Eigentümer der Brooklyn Dodgers, einen Profivertrag. Bis 1944 spielte er als Fullback in der Mannschaft aus New York City. In den Jahren 1940 und 1941 scheiterte er unter Trainer Jock Sutherland mit seiner Mannschaft jeweils nur knapp am Einzug in das NFL-Meisterschaftsspiel. Nachdem die Dodgers 1944 den Spielbetrieb einstellten, wechselte Manders zu den Boston Yanks, um sich ein Jahr später den New York Yankees anzuschließen, die in der neugegründeten AAFC spielten. Die Yankees wurden von Ray Flaherty betreut. Manders gelang es mit dem Team in das AAFC-Endspiel einzuziehen. Gegner in dem Spiel waren die Cleveland Browns, die mit 14:9 gewinnen konnten. Nach drei Spielen bei den Buffalo Bills in der Saison 1947 beendete Manders seine Laufbahn. Manders erzielte im Jahr 1941 mit 486 Yards Raumgewinn durch Laufspiel eine NFL-Jahresbestleistung.

## Ehrungen
Clarence Manders spielte dreimal im Pro Bowl, dem Abschlussspiel der besten Spieler einer Saison. Er wurde dreimal zum All Pro gewählt und ist Mitglied in der South Dakota Sports Hall of Fame.

## Sonstiges
Der Footballspieler Jack Manders war der Bruder von Pug Manders. Er ist der Onkel des späteren NFL-Profis Dave Manders. Pug Manders ist auf dem Melwood Cemetery in Stone Mountain beerdigt.